# Río Revinuesa
El río Revinuesa es un curso de agua del interior de la península ibérica, afluente del Duero. Discurre por la provincia española de Soria.

## Curso
Tiene su origen en las laderas del puerto de Santa Inés, aumentando sus aguas a partir de varios arroyos de la zona, entre ellos los que manan de las lagunas Larga, Helada y Negra. Fluye en dirección sur, hasta terminar desembocando en el río Duero en los alrededores de Vinuesa. Aparece descrito en la Descripción física, geológica y agrológica de la provincia de Soria de Pedro Palacios con las siguientes palabras:

Río Revinuesa.—Se forma, bajo las vertientes del puerto de Santa Inés, con los arroyos y torrentes que se desprenden de las alturas del mismo y los que salen de las lagunas Larga, Helada y Negra. Corre con dirección al S., dentro del valle de aquel nombre, sobre un pedregoso lecho sembrado de gruesos cantos rodados que atestiguan la violencia de sus arrastres, y desagua en el Duero cerca de Vinuesa, á los 12 quilómetros de su origen, después de recoger las aguas del torrente Remunicio, que sale de la sierra de Duruelo.
(Palacios, 1890, p. 92)

Las aguas del río, perteneciente a la cuenca hidrográfica del Duero, terminan vertidas en el océano Atlántico. En 2008 su curso, a la altura de Vinuesa, sufrió una invasión del alga Didymosphenia geminata.